# Protección por desempleo en España
La protección por desempleo en España es una ayuda (económica o de otro tipo) que se otorga a las personas que no tienen un empleo y lo buscan. En la terminología oficial española, "prestación por desempleo" es la denominación de la prestación de tipo "contributivo", es decir, aquella a la que se tiene derecho si se ha cotizado previamente. En España las prestaciones de tipo "asistencial", es decir, aquellas a las que se tiene derecho en razón de una situación especial de necesidad, tienen diversas denominaciones, la más general de las cuales es "subsidio por desempleo". Actualmente sólo 46 de cada 100 desempleados recibe alguna modalidad de prestación.

## Prestación contributiva
La prestación por desempleo de nivel contributivo la gestiona en España el INEM-SEPE (Servicio Público de Empleo Estatal) para aquellos trabajadores que hayan perdido involuntariamente su trabajo y tengan cotizados al menos 360 días a desempleo en los últimos seis años de su vida laboral.

### Duración de la prestación
La duración de esta prestación es igual a la tercera parte del tiempo que el trabajador haya cotizado, siempre que supere el año. Su duración es como mínimo de 4 meses y como máximo de 24, todo ello calculado conforme una escala de intervalos. Se conceden 4 meses de prestación por desempleo con la cotización por contigencias de desempleo mínima de 360 días. A partir de ahí se concenden 2 meses más de prestación por cada 6 meses más cotizados por contingencias por desempleo, hasta el máximo de 24 meses de prestación por 6 años cotizados en los últimos 6 años.

### Cuantía de la prestación
La cuantía de la prestación se calcula en función de las bases de cotización al desempleo de los últimos 180 días de trabajo cotizados, si bien está sujeta a unos mínimos y unos máximos, fijados anualmente por el IPREM (en función del IPC publicado en la Ley de Presupuestos Generales del Estado -Real Decreto Legislativo 1/1994, de 20 de junio], los cuales atienden a las circunstancias de responsabilidades familiares del solicitante, es decir, según si tiene hijos menores de 26 años, o mayores discapacitados, que dependan económicamente de él.
La cuantía de esta prestación se percibe una vez al mes y es, durante los primeros seis meses de protección, igual al 70% de la base cotización del trabajador en su anterior empleo, y del séptimo mes en adelante, del 50% de la base cotización. La cuantía de la prestación no puede ser superior a:
- 1.087,21 euros, al mes si el perceptor no tiene hijos a cargo.
- 1.400,00 euros al mes, si el perceptor tiene un hijo a cargo.
- 1.600,84 euros al mes, si el perceptor tiene dos o más hijos a cargo.

Tampoco puede ser inferior a:
- 497,01 euros al mes, si el perceptor no tiene hijos a cargo.
- 664,75 euros al mes, si el perceptor tiene hijos a cargo.[3]

El tiempo que una persona percibe la prestación por desempleo computa como tiempo cotizado de cara al cálculo de su pensión contributiva de jubilación, de ahí su carácter de "prestación contributiva".

### Obligaciones
La aceptación de la pensión contributiva implica una serie de obligaciones. entre las que no se refleja la obligación de permanecer en el país, pero si existen documentación adicional que indica la necesidad de cumplir con una serie de obligaciones en caso de viajar al extranjero.

## Capitalización de la prestación
En el año 2002 (artículo 228.3 del texto refundido de la Ley General de la Seguridad Social y la Disposición transitoria cuarta de la Ley 45/2002, de 12 de diciembre), se crean por primera vez las medidas para la reforma del sistema de protección por desempleo y mejora de la ocupabilidad, con objeto de fomentar y facilitar iniciativas de empleo autónomo.
Estas medidas consisten básicamente en el abono al beneficiario del importe total de la prestación por desempleo a nivel contributivo, para aquellos casos de personas que desean iniciar una actividad económica, bien como empresario individual o como socio de una cooperativa o sociedad limitada laboral.
Trabajador Autónomo. Aquellas personas que pretenden iniciar una actividad como empresario individual, pueden solicitar el abono en un único pago, también conocido como Capitalización de la prestación, de su prestación contributiva, equivalente al importe que corresponda a la inversión necesaria para desarrollar dicha actividad (incluyendo el pago de los impuestos para el inicio de la actividad). Esta cantidad será del 60% del importe de la prestación por desempleo de nivel contributivo pendiente de percibir y llegará al 100% para los hombres menores de 30 años y mujeres menores de 35.
La actividad deberá mantenerse por un mínimo de 18 meses.
Socio Trabajador. En el supuesto de que un trabajador beneficiario o trabajadora beneficiaria de prestación contributiva por desempleo pretenda incorporarse como sociolaboral a una cooperativa o sociedad laboral, podrá obtener el abono de la totalidad prestación de una sola vez por el importe que corresponda a la aportación a dicha cooperativa o sociedad.
En todos los casos la prestación pendiente será calculada en días completos, y se le deducirá el importe relativo al interés legal del dinero estipulado para ese año.
Las cantidades no capitalizadas, podrán ser solicitadas para que sirvan para subvencionar la cotización a la Seguridad Social correspondiente a la actividad que se inicia. El derecho a subvención de cuotas se mantiene hasta agotar la cuantía de la prestación por desempleo, siempre que el trabajador permanezca en la actividad.
Requisitos
- Ser beneficiario de una prestación contributiva por desempleo y tener pendiente de recibir, a fecha de solicitud al menos, tres mensualidades.
- No haber hecho uso de este derecho, en cualquiera de sus modalidades, en los cuatro años inmediatamente anteriores.
- Acreditar la incorporación como socio trabajador a una cooperativa de trabajo asociado o sociedad laboral, o bien, acreditar la realización de una actividad como trabajador autónomo.

## Subsidio de desempleo
Además de la prestación por desempleo de nivel contributivo existe otro nivel, el asistencial, dentro del cual se engloban una serie de subsidios, atendiendo a circunstancias como las responsabilidades familiares del solicitante, su edad, la carencia de rentas y en algunos casos, otras circunstancias personales.
En el caso de que un trabajador haya cesado de su actividad laboral y no tenga derecho a la prestación contributiva, o la haya agotado, podría tener acceso al subsidio por desempleo ("la ayuda") siempre que no tenga derecho a la prestación contributiva, no disponga de ingresos superiores al 75% del salario mínimo, y/o cumpla los siguientes supuestos:
- Tener responsabilidades familiares y haber agotado la prestación contributiva.
  - Según su edad y el tiempo que hayan cotizado, tiene derecho a percibir el subsidio durante un período entre 18 y 30 meses.
- Ser mayor de 45 años, no tener responsabilidades familiares y haber agotado una prestación contributiva de al menos 12 meses.
  - Tiene derecho a percibir el subsidio durante un período de 6 meses.
- Haber perdido el empleo, sin haber cotizado lo suficiente para percibir la prestación contributiva.
  - Si el solicitante tiene responsabilidades familiares, y:
    - Ha cotizado entre tres y seis meses: tiene derecho al subsidio durante un período igual al cotizado.
    - Ha cotizado seis meses o más: tiene derecho al subsidio durante un período de hasta 21 meses.

  - Si el solicitante no tiene responsabilidades familiares y ha cotizado seis meses o más: tiene derecho al subsidio durante un período de seis meses.
- Ser emigrante retornado y haber trabajado un mínimo de 6 meses en el extranjero.
  - Tiene derecho a percibir el subsidio durante un período de hasta 18 meses.
- Haber salido de prisión, después de una condena de al menos seis meses.
  - Tiene derecho a percibir el subsidio durante un período de hasta 18 meses.
- Haber perdido el derecho a una pensión de invalidez, tras ser revisado su nivel de discapacidad.
  - Tiene derecho a percibir el subsidio durante un período de hasta 18 meses.
- Ser mayor de 55 años, haber cotizado durante al menos seis años a desempleo durante su vida laboral, cumplir todos los requisitos para jubilarse (excepto la edad) y no tener derecho a percibir la prestación contributiva ni otros subsidios.[8]
  - Tiene derecho a percibir el subsidio ad infinitum hasta el día de su jubilación.

### Subsidio agrario
Por último, en las comunidades autónomas de Andalucía y Extremadura existe un tipo especial de subsidios, diseñado en atención a las circunstancias históricas de los trabajadores eventuales del sector agrario en estos territorios. Es comúnmente conocido como el PER y para cobrarlo es necesario haber realizado 35 jornadas de trabajo agrícola, que garantizan seis meses de subsidio, aunque una vez terminada su percepción, el mismo beneficiario no puede volver a optar al subsidio hasta pasados tres años. Aproximadamente medio millón de personas en Andalucía y Extremadura trabajan en el régimen agrario.
Las causas por las que un desempleado puede acceder al subsidio no son acumulables, sólo se tiene en cuenta la más favorable para el solicitante.

### Cuantía del subsidio
La cuantía del subsidio es de 426 euros al mes. Los subsidios no son acumulables entre sí. El subsidio por desempleo es incompatible con la prestación por desempleo. También es incompatible con otras prestaciones no contributivas, como pensiones no contributivas, de discapacidad, de viudedad o de orfandad.
Al ser el subsidio una protección no contributiva, el tiempo que una persona percibe la subsidio por desempleo no computa como tiempo cotizado de cara al cálculo de su pensión contributiva de jubilación, excepto el de mayores de 55 años que cotiza por el 100% del salario mínimo.
La prestación por desempleo se financian mediante una cotización social del 1,55% del salario de los trabajadores con contrato fijo, y del 1,6% del salario de los trabajadores con contrato temporal.
El subsidio por desempleo se financia desde los presupuestos generales del estado, mediante el I.V.A. y otros impuestos, no desde la cotización de los trabajadores,

## Ayuda económica a parados en formación
En febrero de 2011 el Gobierno de España puso en marcha un nuevo plan de ayudas a los desempleados que hayan agotado toda su protección por desempleo. Consiste en una cuantía económica de 350 euros al mes, destinada a desempleados que se encuentren realizando cursos de formación profesional para el empleo. La vigencia del plan es de seis meses.
Esta medida vino a sustituir al anterior Programa Temporal de Protección por Desempleo e Inserción (PRODI), conocido como "los 420 euros de Zapatero", un subsidio de seis meses de duración igualmente destinado a desempleados que hubieran acabado toda su protección económica.

## La prestación por cese de actividad de personas trabajadoras autónomas

### Requisitos
Ser persona trabajadora que cotice en el Régimen de Trabajadores por Cuenta Propia o Autónomos,  Sistema Especial para Trabajadores por Cuenta Propia Agrarios y Régimen Especial de Trabajadores del Mar, y además deberá:
- Estar afiliada y en situación de alta en la Seguridad Social, tener cubiertas las contingencias profesionales y estar al corriente en el pago de las cuotas de Seguridad Social.

- Contar con un período mínimo de cotización por cese de actividad de doce meses continuados e inmediatamente anteriores al cese, siendo computable el mes en que se produzca el hecho causante del cese de actividad.

- Que el cese en la actividad desarrollada se deba a motivos económicos, técnicos, productivos u organizativos, causas de fuerza mayor, pérdida de licencia administrativa, violencia de género, divorcio o acuerdo de separación matrimonial y sea debidamente justificado.

- Suscribir el compromiso de actividad para el mantenimiento de la prestación a fin de realizar las actividades formativas, de orientación profesional y de promoción de la actividad emprendedora a las que pueda convocarle el Servicio Público de Empleo correspondiente así como a efectos de cumplir las obligaciones de los artículos 17.1 g) y h) de la Ley 32/2010, de 5 de agosto.

- No haber alcanzado la edad de jubilación.

- Que no concurra ninguna de las incompatibilidades previstas en la Ley 32/2010, de 5 de agosto.

### Duración de la prestación
Con carácter general el período de disfrute de la prestación se calculará en función de la edad y los períodos cotizados por el trabajador dentro de los 48 meses anteriores a la situación legal de cese de actividad, tal y como se muestra en la siguiente tabla:
PERIODO DE COTIZACIÓN Y DURACIÓN DE LA PRESTACION
Duración para mayores de 60 años		Duración para menores de 60 años 		Meses cotizados
De 12 a 17 meses 				2 meses 			2 meses
De 18 a 23 meses 				3 meses 			4 meses
De 24 a 29 meses 				4 meses 			6 meses
De 30 a 35 meses 				5 meses 			8 meses
De 36 a 42 meses 				6 meses 			10 meses
De 43 a 47 meses 				8 meses 			12 meses
Con 48 meses 					12 meses 			12 meses

### Cuantía
La cuantía de la prestación será del 70% de la base reguladora, calculada según el promedio de las bases por las que el trabajador hubiera cotizado durante los 12 meses anteriores a la situación legal de cese de actividad.
La cuantía máxima será el 175% del Indicador Público de Renta de Efectos Múltiples (IPREM), salvo cuando el trabajador tenga uno o más hijos a su cargo, en cuyo caso la cuantía será respectivamente, del 200% o del 225% de dicho indicador.
La cuantía mínima variará entre el 107% y el 80%, dependiendo de si el trabajador autónomo tiene hijos a su cargo, o no.
No será de aplicación la cuantía mínima a los autónomos que coticen por una base inferior a la mínima.

### Prestación por cese de la actividad parcial
A partir de enero de 2023 con fundamento en el nuevo sistema de cotización los autónomos pueden solicitar una prestación por cese parcial de la actividad, esto significa que podrán seguir desempeñando su actividad al mismo tiempo que cobran la prestación. 
Entre los requisitos para poder recibir la prestación se encuentra tener una reducción de al menos el 75% de los ingresos en los últimos 6 meses. Para calcular la cuantía a recibir debe de tenerse en cuenta el 50% del promedio de la base de cotización de los últimos 12 meses.

## Pérdida del subsidio por no comunicar un incremento patrimonial al SEPE
Es posible que una persona esté percibiendo un subsidio ordinario o una ayuda extraordinaria y de repente reciba una herencia u otros ingresos extraordinarios e irregulares (un concurso, rifas, sorteos, donaciones, plusvalías por venta de 2ª vivienda o  rescate de un plan de pensiones). Bien, todo incremento patrimonial debe comunicarse al Servicio Público de Empleo (SEPE) en tiempo y forma si se supera el tope de renta en cómputo mensual del 75% del salario mínimo interprofesional, pactado como límite por el artículo 275.2 de la Ley General de la Seguridad Social.  
Si no se comunica puede pasar que el SEPE sepa de este incremento patrimonial a través de la Agencia Tributaria o de los Servicios Públicos de Empleo de las comunidades autónomas, o incluso por el Instituto Nacional de la Seguridad Social (INSS). Si esto pasa, se inicia un procedimiento sancionador en el que propone la extinción del subsidio, además de la reclamación de todo lo cobrado desde que, al entender por el propio Organismo, se debió comunicar dicha variación.
Ahora bien, si este incremento se llega a comunicar de forma correcta, se produce una suspensión temporal durante el mes en el que se ha percibido los ingresos extras, pues son los meses donde se ha llegado a superar el requisito de necesidad económica que justifica el derecho a cobrar el subsidio o las ayudas. A partir del mes siguiente al de suspensión, el SEPE se encarga de recalcular la prestación teniendo en cuenta los rendimientos que se derivan de las cantidades irregularmente obtenidas, y de seguir cumpliéndose con los requisitos exigidos de carencia de rentas. De esta forma, el cobro del subsidio es reanudado con normalidad.